# Saddle Ridge Hoard
Saddle Ridge Hoard es el nombre que recibió un tesoro de 1427 monedas de oro desenterradas en Gold Country de Sierra Nevada, California, en 2013. El valor nominal de las monedas ascendía a 27 980 dólares, pero se calculó que valía 10 millones de dólares. El tesoro contiene 27 460 dólares en monedas de veinte dólares, 500 dólares en monedas de diez dólares y 20 dólares en monedas de cinco dólares, todas las cuales datan de 1847 a 1894. La colección es el mayor descubrimiento conocido de monedas de oro enterradas que jamás se haya recuperado en los Estados Unidos.

## Descubrimiento y excavación
El tesoro de Saddle Ridge fue descubierto en febrero de 2013 en una propiedad privada ubicada en California Gold Country. Debido a cuestiones de privacidad, no se ha revelado la ubicación exacta del descubrimiento, salvo para confirmar que el terreno está ubicado en una zona de ladera de Gold Country, cerca del sitio de la fiebre del oro de 1849.A 2014, la pareja que descubrió el tesoro optó por permanecer en el anonimato. Conocidos sólo como John y Mary, la pareja ha vivido en la propiedad rural durante varios años y no tiene idea de quién enterró las monedas. Quieren mantener en privado la identidad, la ubicación y el historial de propiedad de su casa, para evitar que los buscadores de tesoros invadan su propiedad en un esfuerzo por encontrar más oro.
Los dueños de la propiedad descubrieron el tesoro mientras paseaban a su perro por su propiedad. Aunque supuestamente habían recorrido el sendero en numerosas ocasiones anteriormente, no fue hasta que vieron una lata de metal cubierta de óxido que sobresalía del suelo que decidieron explorar más a fondo.

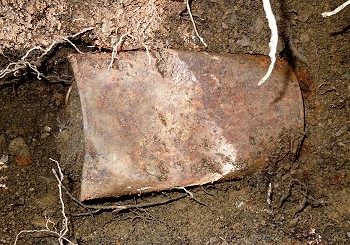
Lata oxidada de monedas de oro encontrada en el sitio del descubrimiento en febrero de 2013.

Antes de encontrar el tesoro, la pareja había notado algunas características únicas de la zona. Recordaron haber visto una vieja lata vacía colgada de un árbol viejo. Evidentemente la lata había estado allí tanto tiempo que el árbol había crecido a su alrededor. En ese momento, la pareja supuso que la lata colgante posiblemente se había utilizado para guardar flores y marcar una tumba. También notaron una roca de forma extraña en la colina cercana, a la que apodaron «Saddle Ridge». Después de encontrar el oro, se dieron cuenta de que las características geográficas y la lata colgante probablemente eran marcadores del sitio, colocados por los propietarios originales. El centro del tesoro estaba situado a diez pasos de la roca irregular en dirección a la estrella polar.
Después de que Mary notó la lata, John se agachó para recogerla, pero descubrió que estaba atascada en la tierra. Comenzó a utilizar un trozo de madera para arrancarlo del suelo. Era tan pesado que creyeron que probablemente contenía pintura a base de plomo. En el camino de regreso a su casa, luchando por cargar el peso del hallazgo, la tapa de la lata se abrió, revelando el borde de una sola moneda de oro. Regresaron al sitio con algunas herramientas manuales para ver si podían encontrar algo más. Encontraron otra lata a aproximadamente un pie de distancia de donde se descubrió la primera. Aunque estaba parcialmente descompuesto debido al óxido, contenía varias monedas más. Continuaron regresando al sitio para buscar más monedas, principalmente cavando en el suelo y finalmente usando un detector de metales. Su trabajo finalmente resultó en el descubrimiento de ocho latas llenas de 1427 monedas en total.
Después de su descubrimiento, la pareja protegió su hallazgo ocultándolo en una vieja hielera, luego enterrándolo bajo una pila de madera y ocultando la ubicación. Después de una investigación inicial, se pusieron en contacto con la firma de numismática Kagin's en Tiburón, California, que representa a los propietarios.

## Autenticación y valoración

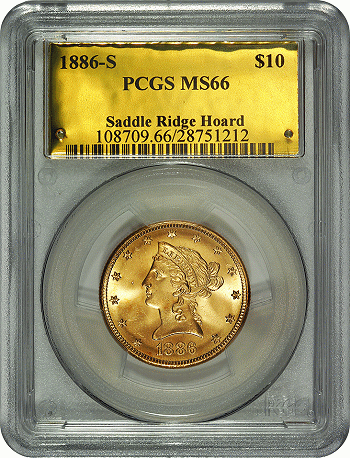
Una de las monedas de $10 sobre una losa de monedas.

El numismático David J. McCarthy de la firma californiana Kagin's completó la evaluación inicial de las monedas y evaluó la importancia del hallazgo. Antes del descubrimiento del tesoro, trabajadores de la ciudad de Jackson, Tennessee, en 1985, descubrieron la colección enterrada de oro más grande encontrada en los EE. UU. El tesoro de Jackson tenía un valor nominal de 4500 dólares y se vendió por alrededor de 1 millón de dólares (sin ajustar por inflación). El valor nominal del tesoro de Saddle Ridge es de 27.980 dólares. El descubrimiento plantea preguntas interesantes sobre la obligación tributaria de quienes lo encuentran, debido a la regulación del Departamento del Tesoro que establece que «el tesoro escondido, en la medida de su valor en moneda estadounidense, constituye ingreso bruto para el año contributivo en el que se reduce a indiscutible posesión».
Después de la evaluación inicial, se contrató a McCarthy y Kagin para conservar el material. Luego, Kagin se comunicó con el Servicio Profesional de Calificación de Monedas (PCGS) de Irvine, California, para una autenticación independiente. PCGS informó que muchas de las monedas fueron recuperadas en perfectas condiciones y sin circular. Afirmó además que algunas de las piezas son tan raras que podrían valer alrededor de un millón de dólares cada una. La clasificación y certificación de las monedas reveló que más de una docena de ellas son las mejores conocidas o están empatadas entre los mejores especímenes conocidos en el Informe de Población del PCGS. La colección incluye:
- 1866-S $20 Double Eagle/sin lema valorado en alrededor de $1 millón[9]
- 1866-S $20 Double Eagle/con lema PCGS MS62+ (el mejor conocido)
- 1877-S $20 Double Eagle PCGS MS65 (empatado mejor conocido)
- 1888-S $20 Double Eagle (cuatro) PCGS MS64 (empatado en el puesto más conocido)
- 1889-S $20 Double Eagle (dos) con calificación PCGS MS65 (empatado en el puesto más conocido)
- 1894-S $20 Double Eagle PCGS MS65 (empatado en el puesto más conocido)

## Disposición
Según Donald Kagin, Kagin's tiene un acuerdo exclusivo con Amazon.com para vender las monedas a través de su tienda de artículos coleccionables. Este acuerdo es la primera venta importante de monedas realizada a través de Amazon. John y Mary también optaron por utilizar los fondos para cubrir su deuda personal y donarlos a varias organizaciones benéficas locales. Además, han optado por conservar algunas de las monedas como reliquias y recuerdos familiares.

## Teorías de originación
Tras el descubrimiento inicial de las monedas, hubo una especulación generalizada de que el tesoro representaba el descubrimiento del robo de 30 000 dólares (~1098720 dólares actualmente) en 1901 de la Casa de Moneda de San Francisco por parte del empleado Walter Dimmick. Kagin's y la Casa de Moneda de los Estados Unidos descartaron esta teoría, afirmando que es poco probable que Saddle Ridge Hoard sea parte del atraco a la casa de la moneda, debido a la diversidad en el valor nominal y el estado de las monedas. El 4 de marzo de 2014, la Casa de la Moneda de los Estados Unidos declaró que «[ellos] no tienen ninguna información que vincule las monedas de Saddle Ridge Hoard con ningún robo en ninguna instalación de la Casa de la Moneda de los Estados Unidos», y «[han] investigado bastante y contamos con un excelente equipo de abogados, y créanme, si esto fuera propiedad del gobierno de Estados Unidos, lo perseguiríamos».
Otras teorías ignoradas sostienen que el tesoro es un alijo de oro escondido enterrado por Jesse James, o un botín tomado por Black Bart, conocido por robar diligencias. También se ha avanzado la teoría de que el tesoro era parte de un tesoro supuestamente escondido por los Caballeros del Círculo Dorado, para ser utilizado para financiar una segunda Guerra de Secesión. La teoría predominante atribuye el tesoro a un individuo desconocido que prefirió enterrar las monedas en lugar de confiar en los bancos para proteger su riqueza. Si bien la pareja que encontró las monedas permaneció en el anonimato y la ubicación del hallazgo no se revela, varias personas intentaron reclamar las monedas de oro o una parte de las ganancias, afirmando que el dinero pertenecía a uno de sus familiares o asociados.